# Melanesisk lira
Melanesisk lira (Puffinus heinrothi) är en fågel i familjen liror inom ordningen stormfåglar.

## Utseende
Melanesisk lira är en liten (27 cm) lira med vanligen helt sotbrun fjäderdräkt förutom ett smalt, silverfärgat band på undersidan av vingen. Vissa individer har dock vit buk. Näbben är tydligt lång och slank. Liknande kortstjärtad lira har liknande fjäderdräkt men har jämfört med denna korta vingar, svag flykt och längre näbb. Fågeln är tystlåten till havs och lätena i häckningsområdena är okända.

## Utbredning
Melanesisk lira är känd från Bismarckarkipelagen och havsområdena kring Bougainville i Papua Nya Guinea och Kolombangara i Salomonöarna. De få specimen som finns är från nära Niu Briten, men sentida fynd saknas därifrån. Fynd av två individer, varav en nyligen flygg, 1981 på Bougainville tyder på att den möjligen häckar där. Det styrks av senare observationer i vattnen omkring ön, bland annat en flock med 250 fåglar mellan Buka och Kieta. På Kolombangara häckar den otvetydigt, där små grupper formar på kvällarna i havet utanför för att sedan flyga inåt land. Den antas även häcka på närliggande Rendova där en individ sett flyga från bergstrakterna på ön i gryningen.

## Levnadssätt
Mycket lite är känt om artens beteende. Den tros häcka i höga bergstrakter som sina nära släktingar. Den nyligen flygga fågeln på Bougainville hittades i augusti.

## Status
Melanesisk lira tros ha ett litet utbredningsområde och en världspopulation bestående av högst 1000 häckande individer. Dock är kunskapen om arten mycket begränsad. Internationella naturvårdsunionen IUCN kategoriserar arten som sårbar.

## Namn
Fågelns vetenskapliga artnamn hedrar Oskar Heinroth (1871-1945), tysk zoolog och samlare verksam i Stilla havet 1900-1901.